# Can't Break Me Down
Can't Break Me Down är en EP av den italienska metal-gruppen Exilia, utgivet den 21 mars 2005 på GUN Records. EP:n producerades av Joerg Umbreit och Vincent Sorg, tillsammans kända som The Resetti Brothers. EP:n består av fem låtar som inte har släppts på något av bandets studioalbum. Musikvideon till titelspåret Can't Break Me Down finns även med som extramaterial på denna EP.
Låten Army of Me är en cover av den isländska sångerskan Björk.

## Låtlista
Musik av Exilia och texter av Masha Mysmane, där inget annat anges.
1. Can't Break Me Down – 3:10
2. Before the Dawn – 3:08
3. Army of Me (Björk-cover) – 3:52
4. Wrong or Right – 3:04
5. Can't Break Me Down (video)

## Medverkande
Exilia:
- Masha Mysmane - sång
- Elio Alien - gitarr
- Marco Valerio  - bas
- Ale "BH" Lera - trummor

Produktion:
- The Resetti Brothers (Joerg Umbreit & Vincent Sorg) - produktion, inspelning, mixning
- Kai Blankenberg - mastering